# 싱가포르 케이블카
싱가포르 케이블카(영어: Singapore Cable Car)는 싱가포르 남부의 페이버산에서 하버프런트를 통해, 센토사섬까지 운행되고 있는 싱가포르섬와 센토사섬을 연결하는 삭도 (케이블카)이다. 이름은 케이블카라고 하지만 실제로 시스템은 단일 케이블로, 곤돌라 리프트에 해당한다. 2017년 왕복 티켓 요금은 성인 SGD 33, 어린이 SGD 22이다.

## 사고
1983년 1월 29일 파나마의 석유시추선이 로프웨이 아래를 통과하면서 케이블을 치어, 두 대의 케이블카가 55미터 아래의 바다에 빠져 7명이 사망하는 사고가 일어났다. 이 사고는 처음이자 유일하게 발생한 사고로, 현재는 센토사섬과 싱가포르섬에 다리도 가설되어 큰 배가 로프웨이 아래를 통과 할 수 없다.